# Grön S

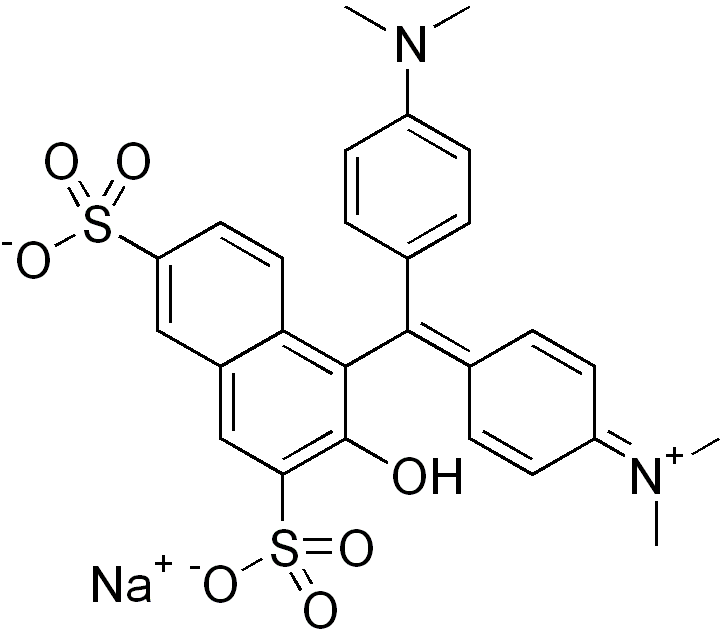
Strukturformel

Grön S är ett grönt, syntetiskt triarylmetanfärgämne. 
Som livsmedelsfärgämne har det E-nummer E142. Det används i mintsås, desserter, brunsåsgranulat, godis, glass och konserverade ärtor. Grön S är förbjudet som livsmedelstillsats i Kanada, USA, Japan och Norge. Det kan även användas för att färga levande celler och används i oftalmologi liksom fluorescein för att diagnostisera olika sjukdomar på ögonytan. 
Grön S kan orsaka allergiska reaktioner.